# Новий союз (соціал-ліберали)
Новий союз (соціал-ліберали) (лит. Naujoji sąjunga (socialliberalai)) — литовська ліберальна політична партія, заснована в 1998 році. Засновник і лідер партії — Артурас Паулаускас .
25 квітня 1998, під час проведення установчого з'їзду партії, Паулаускас був обраний керівником Нового спілки; в 2002 році був переобраний. У 2008 році Паулаускас заявив про намір покинути пост керівника партії, однак в цей час він залишається на посаді.
За підсумками парламентських виборів 2000 року партія отримала 288 895 (19,64%) голосів і 28 мандатів, на виборах 2004 року партія виступила в коаліції з Соціал-демократичною партією Литви і отримала 11 депутатських мандатів. У 2000-08 партія брала участь в урядах, а Паулаускас в 2000-06 займав посаду спікера Сейму з невеликою перервою в квітні-липні 2004 року, коли Паулаускас після винесення імпічменту Роландасу Паксасу виконував обов'язки президента Литви. У 2006 році Паулаускас був змушений піти у відставку через зловживання в його канцелярії, що негативно відбилося на популярності його партії. На парламентських виборах 2008 року партія зібрала 44 935 (3,64%) голосів, не зумівши подолати п'ятивідсотковий бар'єр. У той же час, партії вдалося провести в Сейм одного депутата в одномандатному окрузі.
Партія жодного разу не були представлена в Європарламенті — на виборах 2004 року вона отримала 58 527 (4,85%) голосів і жодного депутатського мандата, в виборах 2009 року вона не брала участь.